# Els Hellions
Els Hellions (títol original: The Hellions) és una pel·lícula d'aventures britànica sud-africana de 1961 dirigida per Ken Annakin protagonitzada per Richard Todd, Anne Aubrey, Lionel Jeffries i Colin Blakely que va ser ambientada i filmada a Sud-àfrica. Està doblada al català.

## Argument
Sam Hargis, un agent de la llei solitari, lluita contra els criminals a Sud-àfrica. En Luke Billings i els seus quatre fills van a la ciutat per venjar-se d'en Hargis per un enfrontament anterior, quan va expulsar en Luke de la ciutat.

## Repartiment
- Richard Todd com Sam Hargis
- Anne Aubrey com Priss Dobbs
- Jamie Uys com Ernie Dobbs
- Marty Wilde com John Billings
- Lionel Jeffries com Luke Billings
- James Booth com Jubal Billings
- Al Mulock com Mark Billings
- Colin Blakely com Matthew Billings
- Ronald Fraser com Frank
- Zena Walker com Julie Hargis

## Producció
La pel·lícula va ser oferta per Warwick Productions a Ken Annakin, que va acceptar dirigir ja que tenia bons records de Sud-àfrica d'una altra pel·lícula, Nor the Moon by Night.
El rodatge va tenir lloc a Brits, un petit poble al nord de Pretòria. Annakin va decidir fer la pel·lícula "com una parodia del western americà normal. Amb moltes rialles i gags amplis, com els que es van utilitzar amb tant d'èxit anys després a Cat Ballou. Vam procedir a rodar la pel·lícula d'aquesta manera". Annakin va caure tan malalt de poliomielitis durant el rodatge que no va poder arribar al plató, així que Harold Huth i el seu assistent Clive Reed es van fer càrrec i van dirigir sota les instruccions d'Annakin des del llit de l'hospital. Annakin va trigar mesos a recuperar-se.

## Recepció
El New York Times ho va anomenar "Migdiada al camp... de pantalla ampla".
Annakin va escriure més tard: "La majoria dels crítics van criticar la pel·lícula per ser desigual, la qual cosa no va ser sorprenent, ja que havia dirigit grans porcions de les escenes amb el boca a boca amb Harold Huth i Clive Reed, Déu els beneeixi, havien intentat lleialment completar-ho, però d'alguna manera havia permès que tot es desenvolupés correctament"